# Austroepigomphus
Austroepigomphus is een geslacht van libellen (Odonata) uit de familie van de rombouten (Gomphidae).

## Soorten
Austroepigomphus omvat 4 soorten:
- Austroepigomphus gordoni (Watson, 1962)
- Austroepigomphus melaleucae (Tillyard, 1909)
- Austroepigomphus praeruptus (Selys, 1858)
- Austroepigomphus turneri (Martin, 1901)